# Roger-Paul Dechambre
Roger-Paul Dechambre (* 1935; † 8. November 2016) war ein französischer Tierarzt und Entomologe.

## Werdegang
Dechambre besuchte das École nationale vétérinaire d’Alfort, an dem er 1960 eine veterinärmedizinische Arbeit über die „primitiven Aspekte der Schafzucht“ verfasste. Anschließend studierte er an der Université Pierre et Marie Curie in Paris und schloss diese 1970 mit einer Arbeit über die „Gruppeneffekte und Entwicklungen von Aszites Tumoren bei Mäusen“ ab.

## Wirken
Dechambre war Kurator am Muséum national d’histoire naturelle in Paris, er
wandte sich der Insektenkunde zu und war ein Spezialist für die Dynastinae, zu deren Familie er zahlreiche Arbeiten veröffentlichte. Hier baute eine der weltweit größten und vollständigsten Sammlungen zu den Dynastinae auf.

## Veröffentlichungen (Auswahl)
- R.-P. Dechambre, Gilbert Lachaume: Dynastidae américains. Cyclocephalini, Agaocephalini, Pentodontini, Oryctini, Phileurini. Übersetzer Julee Launay. Venette : Sciences nat, 1992, ISBN 2-85724-055-4 (französisch, englisch).
- Gilbert Lachaume: Dynastidae américains. Übersetzer Julee Launay (= Les Coléoptères du monde. Band 14). Venette France Sciences Nat, 1992 (französisch, englisch).
- Roger-Paul Dechambre: Dynastidae. Dynastidae australiens et océaniens = australian and oceanian Dynastidae. Übersetzer Brian Morris. Hillside Books, Canterbury 2005 (französisch, englisch).
- Roger-Paul Dechambre, Gilbert Lachaume: Dynastidae. Le genre Oryctes. Hillside books, Compiègne 2001 (französisch).
- Roger-Paul Dechambre: Faune de Madagascar 65, Insectes Coléoptères Dynastidae. Hrsg.: Museum national d'histoire naturelle. Paris 1986 (französisch).
- Roger-Paul Dechambre: Effet de groupe et évolution des tumeurs ascitiques chez la souris. Paris 1970 (französisch).

## Beschriebene Arten
Dechambre hat zahlreiche Gattungen beschrieben – unter anderem:
- Golofa globulicornis (1975)
- Golofa obliquicornis (1975)
- Golofa spatha (1989)
- Hemicyrthus chazeaui (1982)
- Hemicyrthus costatus (1982)
- Hemicyrthus elongatus (1982)
- Hemicyrthus gutierrezi (1982)
- Paroryctoderus cornutus (1994)